# ونکتمپل
ونکتمپل (به انگلیسی: Venkatampalle) یک روستا در هند است که در آندرا پرادش واقع شده‌است.

## خصوصیات
ونکتمپل ۲٬۷۸۲ نفر جمعیت دارد.